# Larry Brandenburg
Pour les articles homonymes, voir Brandenburg et Brandenburg (homonymie).
Larry Brandenburg, né le 3 mai 1948 à Wabasha (États-Unis), est un acteur américain.

## Biographie
Larry Brandenburg est apparu dans de nombreuses émissions de télévision et films tels que Les Évadés, Fargo, Super Noël et Les Incorruptibles.

## Filmographie partielle

### Au cinéma
- 1984 :  Stock-car city : Mickey
- 1987 : Les Incorruptibles : Reporter
- 1989 :  Jusqu'au bout du rêve : PTA Heckler
- 1989 : Music Box : John Staley
- 1991 :  Cold Justice : Ray
- 1991 : Hard Promises : Garber
- 1991 :  Victimless Crimes : Chandler Croenweth
- 1992 : Mo' Money, plus de blé (en) : Businessman
- 1994 : Les Évadés : Skeet
- 1994 :  Super Noël : Detective Nunzio
- 1996 : Fargo : Stan Grossman
- 1998 :  Les Indians 3 : Chuck Swartski
- 1998 :  Sour Grapes : Landlord
- 1998 :  Las Vegas Parano : Cop In Back
- 1998 :  Mon ami Joe : Animal Control Duty Officer
- 1999 :  Mod Squad : Eckford
- 2004 :  Que sait-on vraiment de la réalité !? : Bruno
- 2006 :  What the Bleep!?: Down the Rabbit Hole[1] : Bruno
- 2010 :  The Last Harbor : Sam Black

## Récompenses et distinctions
- (en) Larry Brandenburg: Awards, sur l'Internet Movie Database